# Pteronemobius occidentalis
Pteronemobius occidentalis är en insektsart som beskrevs av Lucien Chopard 1937. Pteronemobius occidentalis ingår i släktet Pteronemobius och familjen syrsor. Inga underarter finns listade i Catalogue of Life.